# 印第安諾拉 (加利福尼亞州)
印第安諾拉（英語：Indianola）是位於美國加利福尼亞州洪堡縣的一個人口普查指定地區。

## 地理
印第安諾拉的座標為40°48′45″N 124°04′59″W / 40.81250°N 124.08306°W，而該地最高點為海拔高度14米（即46英尺）。

## 人口
根據2010年美國人口普查的數據，印第安諾拉的面積為3.668平方千米，當中陸地面積為3.668平方千米，而水域面積為0.000平方千米。當地共有人口823人，而人口密度為每平方千米224人。